# Vins d’Estaing

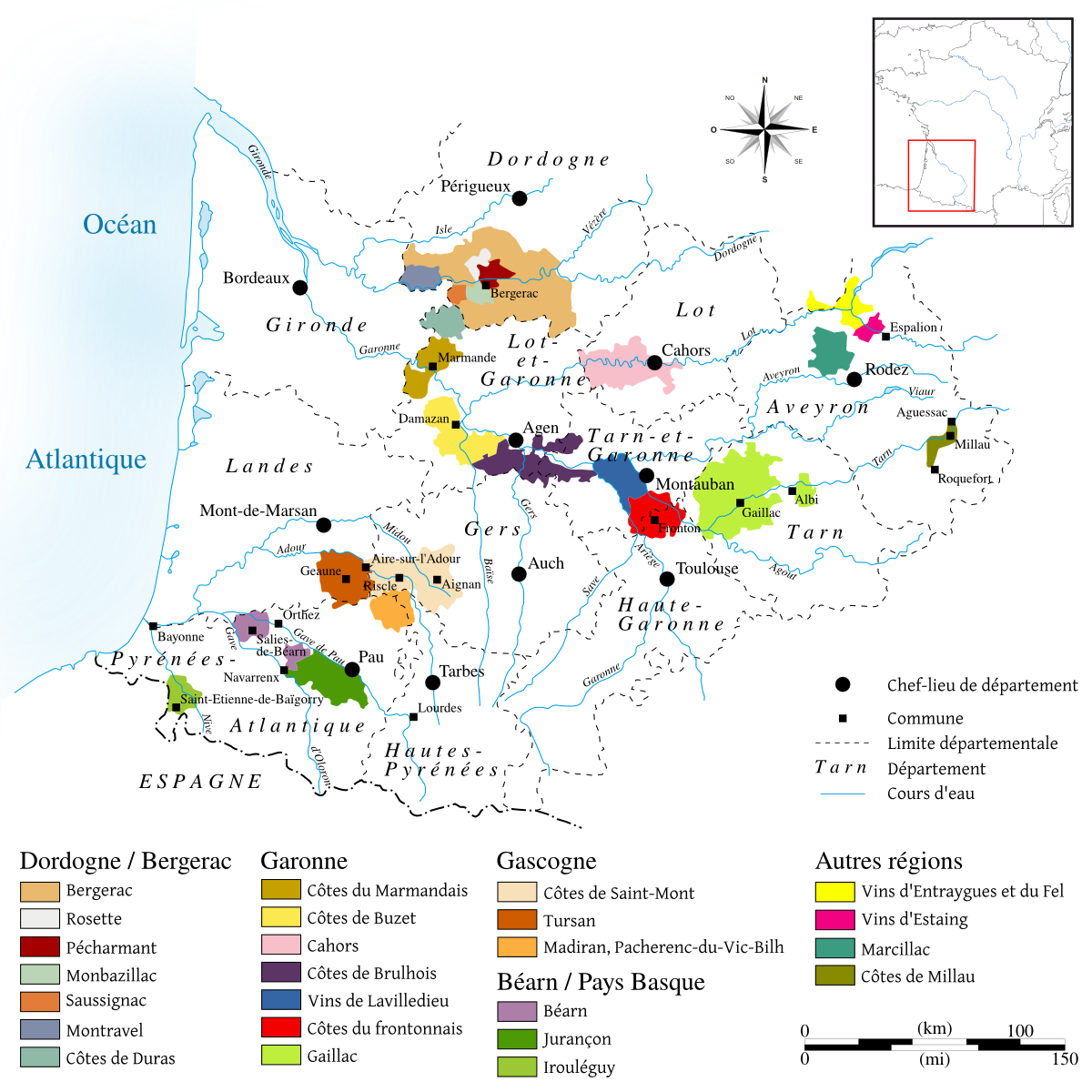
Die Weinanbauregion Sud-Ouest

Vins d’Estaing ist eine kleine Appellation (VDQS) für Wein im Südwesten Frankreichs (→ Sud-Ouest). Das nach dem Ort Estaing benannte Anbaugebiet liegt 25 km nordöstlich von Rodez im Département Aveyron und ist mit einer Anbaufläche von gut 20 ha die kleinste VDQS (Stand 2011). Im Jahr 2002 wurden 444 hl Rot- und 36 hl Weißwein auf den zugelassenen Rebflächen der Gemeinden Estaing, Coubisou und Sébrazac produziert. 

## Boden und Klima
Angesichts des rauen, kontinental geprägten Klimas im Zentralmassiv befinden sich die Weinberge von Estaing ausschließlich auf steilen, terrassierten Südhängen des vom Fluss Lot geschaffenen Tales. Der Boden besitzt einen hohen Anteil an Schiefer. 

## Rebsorten und Weine
Trotz der geringen Anbaufläche wird eine ganze Reihe verschiedener Rebsorten angebaut: Rotwein wird aus Fer Servadou (hier Mansoi genannt), Gamay, Cabernet Franc, Cabernet Sauvignon, Merlot, Négrette de Banhars (wohl verwandt mit Abouriou) und Pinotous d’Estaing, einer lokalen Variante des Pinot Noir gekeltert. Zugelassen sind darüber hinaus die Sorten Négrette, Duras, Jurançon Noir, Mouyssaguès und Castets. Die  Rotweine besitzen einen ausgeprägten Fruchtcharakter und sollten jung getrunken werden. Roséweine werden teils als Saignée als Nebenprodukt der Rotweinproduktion gewonnen, teils eigenständig gekeltert. 
In die Weißweine fließen Chenin Blanc und Mauzac ein. Sie sind trocken und aromatisch und besitzen eine gute Lagerfähigkeit.

## Geschichte
Der Weinbau im oberen Tal des Lot reicht bis ins 9. Jahrhundert zurück. Die ersten Weinberge wurden von den Mönchen von Conques angelegt. Der Weinbau diente stets nur der Befriedigung des lokalen Bedarfs. Anfang des 20. Jahrhunderts betrug die Rebfläche zwar fast 1.000 ha, bestockt war sie aber vor allem mit Rebsorten minderer Qualität. Diese Produkte konnten der Konkurrenz später nicht mehr standhalten. Die Bemühungen der verbleibenden Winzer wurden 1965 mit der Verleihung des VDQS-Status gekrönt. Dies bildete auch den Anstoß, aufgelassene Weinbergterrassen wieder zu kultivieren. Der Großteil der Produktion entfällt heute auf die lokale Winzergenossenschaft.

## Erzeuger
- Château de Beauregard (1,2 ha, Sébrezac): Rotwein aus Fer Servadou, Cabernet und Gamay
- Cave des Vignerons d’Olt (Genossenschaft, knapp 20 ha, Coubisou): Rotwein aus Fer Servadou und Cabernet, Weißwein aus Mauzac und Chenin Blanc
- Domaine de la Frayssinette (1 ha, Estaing): Rotwein aus Gamay und Fer Servadou, Rosé aus Gamay und Jurançon Noir